# حزب ركسست
حزب ريكسيست ( (بالفرنسية: Parti Rexiste)‏، أو ببساطة ريكس، كان يمين متطرف كاثوليكي قومي، سلطوي ونقابوي حزب سياسي نشط في بلجيكا من 1935 حتى عام 1945. أسس الحزب الصحفي، ليون ديغريل  ، وخلافًا للأحزاب الفاشية الأخرى في بلجيكا في ذلك الوقت، فقد دافع عن الوحدة الوحدوية البلجيكية والملكية. في البداية شارك الحزب في كل من فلاندرز ووالونيا، لكنه لم يحقق نجاحًا كبيرًا خارج والونيا وبروكسل. اشتق اسمها من مجلة ونشر الكاثوليكية الرومانية كريستوس ريكس ( اللاتينية للمسيح الملك).
كان أعلى إنجاز انتخابي للحزب ريكسيست هو حصوله على 21 من أصل 202 نائبا (مع 11.4 ٪ من الأصوات) واثني عشر مقعدا في مجلس الشيوخ في انتخابات 1936.  لم تكن أبدًا حركة جماهيرية، فقد كانت في انخفاض بحلول عام 1938. أثناء الاحتلال الألماني لبلجيكا في الحرب العالمية الثانية، كان ريكس أكبر مجموعة تعاونية في بلجيكا الناطقة بالفرنسية، بالتوازي مع Vlaams Nationaal Verbond (VNV) في فلاندرز. بحلول نهاية الحرب تم حظره بعد التحرير.

## الحرب العالمية الثانية
مع الغزو الألماني لبلجيكا في عام 1940، رحب الحزب بالاحتلال الألماني، على الرغم من دعمه المبدئي لسياسة الحياد البلجيكية قبل الحرب.  في حين أن بعض أعضاء الحزب السابقين ذهبوا إلى المقاومة السرية أو (مثل خوسيه ستريل ) انسحبوا من السياسة بعد أن شاهدو سياسات النازيين المعادية للسامية والمناهضة للسامية في بلجيكا المحتلة، إلا أن معظمهم دعموا بكل فخر المحتلين وساعدوا القوات الألمانية أينما استطاعوا. ومع ذلك، استمرت شعبية ريكس في الانخفاض.
في أغسطس 1944، كانت ميليشيا ريكسيست مسؤولة عن مذبحة كورسيليس.

## النهاية
منذ تحرير بلجيكا في سبتمبر 1944، تم حظر الحزب. مع سقوط ألمانيا النازية في عام 1945، تم سجن أو إعدام العديد من أعضاء الحزب السابقين لدورهم في التعاون مع المحتل الألماني. أُعدم كل من فيكتور ماتيس وخوسيه ستريل رميا بالرصاص، وسجن جان دينيس (الذي لعب دورًا بسيطًا فقط خلال الحرب).

## نتائج الانتخابات
| سنة الانتخابات | # من الأصوات الإجمالية | ٪ من التصويت الكلي | # من فاز المقاعد الإجمالية | +/-  | حكومة       |
| -------------- | ---------------------- | ------------------ | -------------------------- | ---- | ----------- |
| 1936           | 271481                 | 11.49 (# 4)        | 21 / 202                   | ▲ 21 | في المعارضة |
| 1939           | 83047                  | 4.25 (# 6)         | 4 / 202                    | ▼    | في المعارضة |